# 宮本三郎 (国文学者)
宮本 三郎（みやもと さぶろう、1911年10月29日 - 1980年6月7日）は、日本の国文学者。
1936年東京帝国大学文学部国文科卒、学習院大学文学部教授。定年前に死去。俳諧、特に芭蕉を専門とした。

## 著書
- 『蕉風俳諧論考』笠間書院　1974
- 『俳文学論集』宮本三郎先生追悼論文集刊行会編　笠間書院　1981

### 共著
- 『雨月物語の解釈と文法』岩淵悦太郎共著 明治書院 解釈文法シリーズ 1956
- 『松尾芭蕉』今栄蔵共著 桜楓社 俳句シリーズ・人と作品 1967

### 校注
- 『日本古典文学大系 第46　芭蕉文集』杉浦正一郎,荻野清共校注 岩波書店　1959
- 『校本芭蕉全集 第4巻　連句篇 中』校注 角川書店 1964
- 『校註おくのほそ道』武蔵野書院 1966
- 『校本芭蕉全集 第7巻　俳論篇』共校注 角川書店　1966
- 『古典俳文学大系 7　蕉門俳諧集 2』今栄蔵共校注 集英社　1971
- 『ひさご・猿蓑 校註』笠間書院　1975